# Ajasz Mehmed
Ajasz Mehmed pasa, törökül: Ayas Mehmet Paşa, (Himara, 1483 – Isztambul, 1539. július 13.) oszmán nagyvezír I. Szulejmán uralkodása alatt, 1536-tól 1539-es haláláig.
Az Oszmán Birodalom albánok lakta területén, Himara városában született. Apja az észak-albániai Shkodra városából, anyja a dél-albániai Vlorából származott. A devsirme keretében került Konstantinápolyba, ahol janicsár lett. Részt vett a csáldiráni csatában (1514), és a török–mameluk háborúban (1516–17). 1520–1521 között anatóliai beglerbég és Damaszkusz kormányzója volt. Szulejmán uralkodása alatt Rumélia beglerbégje volt, majd Rodosz meghódítása, 1522 után vezír lett. Harcolt a mohácsi csatában (1526), Bécs ostromában és Irakiban (1534–35).
Pargali Ibrahim pasa 1536-os kivégzése után Ayas Mehmed pasa lett a nagyvezír, ezt a posztot három éven át, haláláig töltötte be. Nagyvezírsége alatt zajlott a korfui hadjárat (1537) és a háború a Habsburgokkal (1537–40); szülőhelye, a vlorai régió teljes mértékben oszmán irányítás alá került, és létrejött a delvinai szandzsák. Bubópestisben halt meg Konstantinápolyban, nyughelye az Eyüp Sultan mecset.

## A kultúrában
A 2011-ben bemutatott Szulejmán című török televíziós sorozatban Fehmi Karaarslan alakítja.